# Proces liczący
Proces liczący – proces stochastyczny {\displaystyle \{N(t),t\geqslant 0\},} zliczający zdarzenia które zaszły przed pewną chwilą {\displaystyle t,} tzn.:
1. {\displaystyle N_{t}\in \mathbb {N} ,}
2. {\displaystyle s<t\Rightarrow N_{t}\geqslant N_{s},}
3. dla {\displaystyle s<t,} {\displaystyle N_{t}-N_{s}} jest liczbą zdarzeń, które zaszły w okresie {\displaystyle (s,t].}

W przypadku, gdy spełnia on dodatkowo warunki:
1. {\displaystyle N_{0}=0.}
2. Proces ma przyrosty niezależne (liczba zdarzeń w dwóch nie zachodzących na siebie przedziałach czasu jest niezależna).
3. Liczba zdarzeń w przedziale czasowym o długości {\displaystyle t} jest dana rozkładem Poissona

wówczas proces taki jest nazywany procesem Poissona.